# Slugterra : Les Mondes souterrains
 (mars 2022).
Si vous disposez d'ouvrages ou d'articles de référence ou si vous connaissez des sites web de qualité traitant du thème abordé ici, merci de compléter l'article en donnant les références utiles à sa vérifiabilité et en les liant à la section « Notes et références ».
Slugterra : Les Mondes souterrains (Slugterra) est une série télévisée d'animation canadienne composée de 56 épisodes de 22 minutes ainsi que cinq films, créée par Asaph Fipke, et diffusée entre le 3 septembre 2012 et le 27 août 2018 sur Disney XD Canada (devenu Family CHRGD en 2015).
En France, la série est diffusée à partir du 7 janvier 2013 sur Disney XD, et à partir du 14 février 2015 sur France 4.

## Synopsis
L'histoire d'un monde sous la Terre où des petites limaces, nommées slugs, servent de projectiles à des pistolets (blasters). Une fois lancées, elles se transforment en créatures aux pouvoirs particuliers.
Eli Shane n'est encore qu'un enfant lorsque son père disparaît. Lorsqu'il a eu quinze ans, bien décidé à lui succéder, Eli descend dans Slugterra : les mondes souterrains pour la première fois avec une petite créature, la célèbre Slug Inferna nommée Burpy qui était le meilleur ami de son père. Slugterra est un monde sous la surface terrestre complètement isolé. Toutes les personnes qui l'habitent ont en leurs possession des Slugs, de petites créatures ressemblants à des limaces. Eli va bientôt se faire de nouveaux amis parmi les humains et les Slugs : Pronto est un taupoïde, Trixie est une jeune fille trimbalant toujours sa caméra et Kord est un troll des cavernes voulant partir à l'aventure avec des Slugs. Avec eux, Eli va s'inscrire à un tournoi, vivre des aventures et combattre l'infâme Pr Thaddeus Blakk et son projet de transformer toutes les Slugs en goules maléfiques.

## Distribution
- Thibaut Delmotte : Eli
- Claire Tefnin : Trixie
- Peppino Capotondi : Pronto Geronimole
- Erwin Grünspan : Kord Zane
- Philippe Résimont : le professeur Blakk
- Jean-Michel Vovk : Maurice

- Version française
  - Studio de doublage : Dubbing Brothers 
  - Direction artistique : Delphine Moriau
  - Adaptation : Isabelle Barnay

## Personnages principaux
- Eliott « Eli » Shane : Le héros principal de la série qui a grandi à la surface, toujours rêvant du jour où son père l'emmènerait à SlugTerra pour devenir Le Shane - un héros lanceur de slugs qui protège ce monde souterrain incroyable contre les méchants. Lorsque William « Will » Shane disparu, c'est à Eli d'arriver à SlugTerra seuleument à son quinzième anniversaire, ainsi que d'apprendre à devenir le meilleur lanceur de slugs. Il a participé dans un tournoi de SlugTerra et a presque gagné, mais il perd le tour final par un adversaire qui a utilisé une goule. Il est actuellement le seul Shane qui se trouve dans SlugTerra. Eli a un potentiel élevé et est prêt à prendre n'importe quoi dans SlugTerra, c'est également lui qui nomme les Slugs maléfiques de « goules ». Sa Slug est une Inferna nommée Burpy.
- Beatrice « Trixie » Sting : Elle ne se trouve jamais à ne rien faire sur le champ de bataille. Bien qu'elle aimerait garder un œil sur les slugs inhabituelles, Trixie a toujours le jeu en tête et peut souvent repérer une sortie ou une stratégie intelligente lorsque l'équipe est rattrapée dans le combat. C'est l'experte en slugs du gang des Shane. Le rêve de Trixie est de faire un film documentaire sur ces drôles de petites créatures appelées slugs. Personne dans SlugTerra semble se rendre compte que les slugs ont des sentiments, une langue à base de gazouillements, et une société à part entière, mais elle va le prouver à tous dans ses Slugisodes d'une minute.
- Kord Zane: C'est un énorme troll des cavernes. C'est un mécanicien qui répare les méchabêtes de l'équipe et met à jour ses blasters. Il aime faire des blagues, particulièrement sur Pronto. Il est assez facile à vivre, de même qu'il est rare de voir la rage typique des troll en Kord. Cette montagne de muscles a un cœur aussi grand que ses biceps géants. Il est également le premier à doter les Mechabêtes d'un mode véhicule qui leur permet de rouler à une vitesse de plus de 160 km/h.
- Pronto Geronimole : C'est un taupoïde mégalo, pisteur, fier, héros de nombreuses batailles, et compétent. C'est un grand lanceur de slugs et un aventurier... ou du moins c'est comme ça qu'il se présente. Les taupoïdes ont un sens magnétique, ce qui leur permet de se retrouver dans tout Slugterra ; c'est pourquoi Pronto est un atout pour Shane et sa bande. Pour un pisteur, son sens de la direction est bien développé. Son blaster est également très bon. Il est aussi le roi des Taupoïdes (épisode « Le roi des Taupoïdes) ».
- Junjie : Un héros du Royaume de l'Est et un maître de l'art mystérieux du « Slug Fu », une façon de contrôler les slugs par l'esprit. Puisque Junjie est le Protecteur des cavernes de l'est, cela signifie qu'il a aussi une Inferna nommée Joo-Joo. Il parle le langage mystérieux du Clan des Ombres. Il est à l'origine le Lanceur obscur Dark Slinger, mentalement contrôlé par le Goon.
- Tad : C'est le fils du Professeur Blakk, qui souhaite reprendre les travaux de son père. Il possède une slug Piepper qui peut hypnotiser d'autre slugs grâce à des ondes soniques.

## Les Slugs
Slug est un nom commun pour un gastéropode terrestre sans coquille. Chaque Slug a des pouvoirs spéciaux en fonction de son élément : feu, eau, terre, air ou énergie. Lorsqu'elles sont lancées avec l'aide de blasters, et qu'elles atteignent une certaine vitesse, les Slugs se transforment en une version plus grande et plus puissante d'elles-même. Quand elles sont utilisées, ceux qui les possèdent doivent se dépêcher de les recharger pour riposter. Les Slugs ont des sentiments, et si elles ont de l'affection pour une personne, il se peut qu'elles fassent tout pour la protéger. Elles ont besoin d'être régulièrement nourries, et les bébés Slugs ont besoin de soins plus spéciaux. Dans les blasters, elles sont lancées à partir d'un tube cylindrique bleu (ou rouge). Les Slugs possèdent deux formes, voire trois pour certaines : La protomorphe, forme petite et adorable, la vélocimorphe une fois tirées, et certaines peuvent évoluer en mégamorphes avec une plus grande vitesse. La première mégamorphe fut Burpy grâce à l'amélioration des méchabêtes de Kord.

## Les Goules
Les goules (ghouls en version originale) sont des Slugs transformées volontairement par le Pr Blakk et toute sa bande, elles peuvent être aussi transformées par le Goon (version goule de Boon Doc dans le film Slugterra : Le sorcier). Elles deviennent certes plus puissantes, mais aussi plus cruelles, méchantes et agitées. Seule une Slug comme Boon Doc peut les purifier et les retransformer en Slugs normales. Les Slugs peuvent devenir des goules grâce à l'eau sombre, un liquide rouge qui se trouve dans les Cavernes Profondes.

## Les Gardiennes
Ces Slugs sont très rares et puissantes, elles permettent de protéger Slugterra des divers mondes extérieurs par le biais de portails et une des slugs d'Eli (Docteur) en devient une.

## Les Élémentaires
Les Élémentaires sont les Slugs originelles. Les avoir toutes en sa possession est fort dangereux si on ne les maîtrise pas. Il en existe cinq : l'Élémentaire de l'Air, l'Élémentaire du Feu, l'Élémentaire de la Terre, l'Élémentaire de l'Eau, et l'Élémentaire de l'énergie, qui se révèle être Docteur.
- L'invincible grand maître :

Elle a deux Slugs : une blanche qui semble être une guérisseuse et l'autre noire. Elle peut faire le tir fusion qui forme un taiji quand les Slugs commencent leur rotation l'une autour de l'autre. C'est aussi elle qui a appris toutes les connaissances concernant les Slugs à Will Shane, le père d'Eli, et a failli choisir Thaddeus Blakk comme apprenti. Elle est tuée par vengeance par le Pr Blakk.

## Saisons
| Saisons   | Nombre d'épisodes | Date de diffusion (au Canada) | Date de diffusion (au Canada) | Date de diffusion (En France) | Date de diffusion (En France) | Date de sortie des DVD (zone 1)                                                     | Date de sortie des DVD (zone 2) |
| Saisons   | Nombre d'épisodes | Premier épisode               | Dernier épisode               | Premier épisode               | Dernier épisode               | Date de sortie des DVD (zone 1)                                                     | Date de sortie des DVD (zone 2) |
| --------- | ----------------- | ----------------------------- | ----------------------------- | ----------------------------- | ----------------------------- | ----------------------------------------------------------------------------------- | ------------------------------- |
| 01        | 13                | 3 septembre 2012              | 4 janvier 2013                | 7 janvier 2013                | 23 janvier 2013               | Épisodes 1 à 5 (Vol. 1) : 12 février 2013 Épisodes 6 à 13 (Vol. 2) : 18 juin 2013   | 25 novembre 2015                |
| 02        | 12                | 7 février 2013                | 30 juin 2014                  | 24 janvier 2013               | 7 octobre 2013                | Épisodes 1 à 9 (Vol. 3) : 17 septembre 2013 Épisodes 10 à 13 (Vol. 4) : 4 mars 2014 | 25 novembre 2015                |
| 03        | 14                | 30 juin 2014                  | 9 octobre 2015                | 8 octobre 2013                | 3 février 2014                | Épisodes 1 à 5 (Vol. 4) : 4 mars 2014 Épisodes 6 à 14 (Vol. 5) : 1er juillet 2016   | 25 novembre 2015                |
| 04        | 13                | 9 octobre 2015                | 27 juin 2016                  | 19 octobre 2015               | 25 octobre 2016               | Épisodes 1 à 5 (Vol. 4) : 4 mars 2014 Épisodes 6 à 14 (Vol. 5) : 1er juillet 2016   | 25 novembre 2015                |
| Wébisodes | 30                | 30 juin 2014                  | 1er juillet 2013              | 1er juillet 2013              | 1er juillet 2013              | Épisodes 1 à 5 (Vol. 4) : 4 mars 2014 Épisodes 6 à 14 (Vol. 5) : 1er juillet 2016   | 25 novembre 2015                |

## Épisodes

### Première saison (2012)
| Numéros des épisodes | Titre original                    | Titre français                      | Date de diffusion originale | Code de Production |
| -------------------- | --------------------------------- | ----------------------------------- | --------------------------- | ------------------ |
| 01                   | The World Beneath our Feet Part 1 | Le monde sous nos pieds, 1re partie | 3 septembre 2012            | 101                |
| 02                   | The World Beneath our Feet Part 2 | Le monde sous nos pieds, 2e partie  | 10 septembre 2012           | 102                |
| 03                   | The Trade                         | Monnaie de Slug                     | 17 septembre 2012           | 103                |
| 04                   | The Slugout                       | Le guérisseur                       | 14 septembre 2012           | 104                |
| 05                   | Deadweed                          | La caverne des terres brûlées       | 22 septembre 2012           | 108                |
| 06                   | The Slug Run                      | La course des Slugs                 | 28 septembre 2012           | 106                |
| 07                   | Shadows and Light                 | Visite au pays des ombres           | 6 décembre 2012             | 109                |
| 08                   | Dawn of the Slug                  | La semaine de monsieur Samedi       | 13 décembre 2012            | 111                |
| 09                   | Club Slug                         | Le Club des Slugs                   | 20 décembre 2012            | 105                |
| 10                   | Endangered Species                | Slug en danger                      | 27 décembre 2012            | 113                |
| 11                   | Mecha Mutiny                      | La révolte                          | 14 décembre 2012            | 107                |
| 12                   | Undertow                          | Les pirates de Slugterra            | 10 février 2013             | 112                |
| 13                   | Mario Bravado                     | Le tireur d'élite                   | 24 février 2013             | 110                |

### Deuxième saison (2013)
| Numéros des épisodes | Titre original              | Titre français                 | Date de diffusion originale | Code de production |
| -------------------- | --------------------------- | ------------------------------ | --------------------------- | ------------------ |
| 01                   | The New Kid Part 1          | La nouvelle recrue, 1re partie | 15 février 2013             | 201                |
| 02                   | The New Kid Part 2          | La nouvelle recrue, 2e partie  | 15 mars 2013                | 202                |
| 03                   | Snowdance                   | Les ogres des glaces           | 5 avril 2013                | 203                |
| 04                   | Inheritance                 | Les cavernes de magma          | 19 avril 2013               | 204                |
| 05                   | A Distant Shore             | Le monde brûlant               | 26 avril 2013               | 205                |
| 06                   | The Journey Home            | Le chemin du retour            | 16 août 2013                | 206                |
| 07                   | Roboslugs                   | Les robots Slugs               | 13 septembre 2013           | 207                |
| 08                   | The Unbeatable Master       | L'invincible maître            | 20 septembre 2013           | 208                |
| 09                   | Dark Water, Deep Water      | Pirates et frères ennemis      | 27 septembre 2013           | 209                |
| 10                   | The Gentleman and the Thief | Le gentleman et le voleur      | 19 octobre 2013             | 210                |
| 11                   | No Exit                     | La caverne du temps            | 31 mars 2014                | 211                |
| 12                   | The Hard Part               | Le cristal vitalis             | 4 avril 2014                | 212                |

### Troisième saison (2014)
| Numéros des épisodes | Titre original         | Titre français                 | Date de diffusion originale | Code de production |
| -------------------- | ---------------------- | ------------------------------ | --------------------------- | ------------------ |
| 01                   | What Lies Beneath      | Les cavernes profondes         | 24 juin 2014                | 301                |
| 02                   | The Return             | Le Blakk Steel                 | 11 juin 2014                | 302                |
| 03                   | Slugball               | La Coupe de Slugball           | 16 juin 2014                | 303                |
| 04                   | King of Sling          | Le Roi des lanceurs            | 23 juin 2014                | 304                |
| 05                   | Mission: Improbable    | La Prison des zombies          | 30 juin 2014                | 305                |
| 06                   | Keys to the Kingdom    | Le Roi des Taupoïdes           | 24 juillet 2014             | 306                |
| 07                   | The Thrill of the Game | Le Grand Maître du jeu         | 11 juillet 2014             | 307                |
| 08                   | Lightwell              | La Lumière contre les ténèbres | 16 juillet 2014             | 308                |
| 09                   | It Comes by Night      | La Chasse au monstre           | 30 juillet 2014             | 309                |
| 10                   | Upgrade                | Un dangereux prisonnier        | 29 septembre 2014           | 310                |
| 11                   | Back To Blakk          | L'histoire de Thaddeus Blakk   | 4 octobre 2014              | 311                |
| 12                   | Bandoleer of Brothers  | Rookie                         | 24 octobre 2014             | 312                |
| 13                   | Dark as Night          | Mission d'infiltration         | 10 octobre 2014             | 313                |
| 14                   | Light as Day           | La Délivrance                  | 4 décembre 2014             | 314                |

#### Films (2014-2016)
Selon la numérotation et l'ordre de diffusion Anglais, les films Slugterra: Ghoul from Beyond, Slugterra: Return of the Elemental et Slugterra: Slug Fu Showdown sont considérés comme la saison 4. Toujours suivant cela, le film Slugterra: Eastern Caverns sert d'introduction à la saison 5 (saison 4 selon la numérotation française), tandis que le film Slugterra: Into the Shadows représente lui la saison 6 (saison 5 selon la numérotation française), dernière saison diffusée à la télévision, et donc concluant la série.
| Titre original                     | Titre français | Produit par                                                                           | Écrit par                               | Date de sortie au Canada | Date de diffusion en France   | Code de production   |
| ---------------------------------- | --- | ------------------------------------------------------------------------------------- | --------------------------------------- | ------------------------ | ----------------------------- | -------------------- |
| Slugterra: Ghoul from Beyond       | Le sorcier - Première partie Le sorcier - Deuxième partie                                                                               | Johnny Darrell, Logan McPherson, Barry Karnowski                                      | Scott Sonneborn                         | 30 mars 2014             | 17 octobre 2015               | N/A                  |
| Slugterra: Return of the Elemental | Les slugs élémentaires - Première partie Les slugs élémentaires - Deuxième partie Les slugs élémentaires - Troisième partie             | Johnny Darrell, Daniel DeSerranno, Behzad Mansoori-Dara, Logan McPherson, Steve Sacks | Guy Toubes, Jonathan Callan, Ken Pontac | 2 août 2014              | 17 octobre 2015               | N/A                  |
| Slugterra: Slug Fu Showdown        | La voie du Slug Fu - Première partie La voie du Slug Fu - Deuxième partie                                                               | Logan McPherson, Johnny Darrell, Andrew Duncan, Clint Butler, Daniel DeSerranno       | Ken Pontac, Guy Toubes                  | 10 février 2015          | 17 octobre 2015               | N/A                  |
| Slugterra: Eastern Caverns         | Les cavernes de l'Est - Partie 1 A la poursuite des Slugs - Partie 2 Le tournoi des Seigneurs de l'Est - Partie 3 L'Empereur - Partie 4 | Johnny Darrell, Andrew Duncan                                                         | Guy Toubes                              | 15 août 2015             | 24, 25, 27 et 28 octobre 2016 | 401, 402, 403 et 404 |
| Slugterra: Into the Shadows        | Le retour de Shane - Partie 1 Trafic de Slugs - Partie 2 Un nouvel ennemi - Partie 3 Des goules et des monstres - Partie 4              | Michael Dowding                                                                       | NC                                      | 6 août 2016              | 26 octobre 2016               | 501, 502, 503 et 504 |

### Quatrième saison (2016)
La série est renouvelée pour une 4e saison par Disney XD (Canada), pour une diffusion en 2016. Elle débute par la diffusion du film Slugterra: Eastern Caverns de 90 minutes, divisé en quatre parties de 22 minutes.
À partir de l'épisode 6, France 4 diffuse la saison en première diffusion France.
| Numéros des épisodes | Titre original                                              | Titre français                    | Date de diffusion originale | Code de production |
| -------------------- | ----------------------------------------------------------- | --------------------------------- | --------------------------- | ------------------ |
| 01                   | The Journey to the Eastern Caverns (Eastern Caverns Part 1) | Les cavernes de l'Est             | 25 janvier 2016             | 401                |
| 02                   | The Great Slug Robbery (Eastern Caverns Part 2)             | À la poursuite des Slugs          | 1er février 2016            | 402                |
| 03                   | The Tournament of the Underlords (Eastern Caverns Part 3)   | Le tournoi des Seigneurs de l'Est | 8 février 2016              | 403                |
| 04                   | The Emperor (Eastern Caverns Part 4)                        | L'Empereur                        | 22 février 2016             | 404                |
| 05                   | Second Chances                                              | Seconde chance                    | 29 février 2016             | 405                |
| 06                   | Get Pronto                                                  | La chasse au Pronto               | 7 mars 2016                 | 406                |
| 07                   | Stuff of Legend                                             | Un monstre de légende             | 4 avril 2016                | 407                |
| 08                   | Eastern Tech                                                | Kord, employé modèle              | 11 avril 2016               | 408                |
| 09                   | Slug Day                                                    | Le jour des Slugs                 | 30 mars 2016                | 409                |
| 10                   | The Fall of the Eastern Champion                            | La chute du champion de l'est     | 6 juin 2016                 | 410                |
| 11                   | The Lady and the Sword                                      | La dame et L’épée                 | 13 juin 2016                | 411                |
| 12                   | The Emperor Strikes Back                                    | La revanche de L'Empereur         | 20 juin 2016                | 412                |
| 13                   | The Return of the Eastern Champion                          | La bataille finale                | 27 juin 2016                | 413                |

### Cinquième saison (2016)
La saison 5 se compose uniquement du film Slugterra: Into the Shadows de 90 minutes, découpé en quatre parties de 22 minutes.
| Numéros des épisodes | Titre original                                   | Titre français             | Date de diffusion originale | Code de production |
| -------------------- | ------------------------------------------------ | -------------------------- | --------------------------- | ------------------ |
| 01                   | Back on the Shane Gang (Into the Shadows Part 1) | Le retour de Shane         | 4 octobre 2016              | 501                |
| 02                   | The New Boss (Into the Shadows Part 2)           | Trafic de Slugs            | 11 octobre 2016             | 502                |
| 03                   | Out of the Shadows (Into the Shadows Part 3)     | Un nouvel ennemi           | 18 octobre 2016             | 503                |
| 04                   | Ghouls and Monsters (Into the Shadows Part 4)    | Des goules et des monstres | 25 octobre 2016             | 504                |

### Webisodes (2012-2016)
| Numéros des épisodes | Titre original                                 | Titre français                                                            | Date de diffusion originale |
| -------------------- | ---------------------------------------------- | ------------------------------------------------------------------------- | --------------------------- |
| 01                   | Let's Play Frozen Break                        | Si on jouait à la pause givrée                                            | 3 septembre 2012            |
| 02                   | Let's Play Fearless Stuntman                   | Si on jouait aux cascadeurs intrépides                                    | 10 septembre 2012           |
| 03                   | Let's Play "It's My Place"                     | Si on jouait à "c'est ma place"                                           | 17 septembre 2012           |
| 04                   | Let's Play "Let's Go"                          | Si on jouait à "on y va"                                                  | 22 septembre 2012           |
| 05                   | What Do It Do: Slugs?                          | Comment se procurer des "slugs" ?                                         | 14 septembre 2012           |
| 06                   | What Do It Do: Ghouls?                         | Quelles sont les goules ?                                                 | 28 septembre 2012           |
| 07                   | The Adventures of Young Pronto: Halp, Winsdor! | Les aventures du jeune Pronto Géronitaupe : Au secours, du bébé Windsor ! | 6 octobre 2012              |
| 08                   | Flip-Flop Fight                                | Combattre avec flip-flops                                                 | 20 octobre 2012             |
| 09                   | The Proutosaurus                               | La proutosaurus                                                           | 6 décembre 2012             |
| 10                   | Know This Slugs: Eglantine Slug                | Connaître ses slugs : la slug eglantine                                   | 11 décembre 2012            |
| 11                   | Know This Slugs: Rayon Slug                    | Connaître ses slugs : la slug rayonnante                                  | 13 décembre 2012            |
| 12                   | Know This Slugs: Arshamelt Slug                | Connaître ses slugs : la slug Arshamelt                                   | 20 décembre 2012            |
| 13                   | Know This Slugs: Spider Slug                   | Connaître ses slugs : la slug araignée                                    | 15 février 2013             |

## Sortie DVD - VàD - SVOD
Shout! Factory annonce la sortie de Slugterra : Return of the Gang Shane, la première collection DVD de la série d'animation, le 12 février 2013, elle comporte les épisodes 1 à 5 de la saison 1. La seconde collection, Slugterra: Slugs Unleashed, est sortie le 18 juin 2013 elle comporte les épisodes 6 à 13. La troisième collection, Slugterra: Slug Power! est sortie le 17 septembre 2013, elle comporte les épisodes 1 à 9 de la saison 2. La quatrième collection, Slugterra: Heroes of the Underground est sortie le 4 mars 2014, elle comporte les épisodes 10 à 13 de la saison 2 et les épisodes 1 à 5 de la saison 3. La cinquième collection, Slugterra: Slugslingers Unite est sortie le 1er juillet 2016, elle comporte les épisodes 6 à 14 de la saison 3. Au Royaume-Uni, les DVD sont sortis par l'éditeur Primal.
En France, l'intégrale des 39 épisodes qui correspond aux trois saisons est sortie le 25 novembre 2015 par l'éditeur France Télévisions Distribution sous le titre, Coffret Slugterra Saison 1. Les 39 épisodes sont aussi disponibles en vidéo à la demande (VOD) sur le site, Pluzz VAD. Les trois saisons sont aussi disponibles en vidéo à la demande avec abonnement (SVOD) sur Netflix depuis le 1er janvier 2016. Une saison de 26 épisodes regroupant l'intégralité des deux premières saisons ainsi que l'épisode 1 de la saison 3 est disponible sur Amazon Prime Video.